# André Flach
A.J. (André) Flach (Ridderkerk, 23 april 1976) is een Nederlands politicus. Sinds 6 december 2023 is hij lid van de Tweede Kamer  namens de SGP.
Van 2006 tot 2010 was Flach lid van de gemeenteraad van Hendrik-Ido-Ambacht; van 2010 tot 2023 was hij wethouder van deze gemeente. In 2017 stond Flach op de 14e plek voor de Tweede Kamerverkiezingen met 164 stemmen tot gevolg. In 2021 stond Flach op plek 4 van de kandidatenlijst voor de Tweede Kamerverkiezingen van 2021 en behaalde 1.834 stemmen, wat niet voldoende was om gekozen te worden.
In augustus 2024 berekende de Nationale Politieke Index dat Flach het tweede meest ijverige Kamerlid was vanaf de installatie in 2023 tot juli 2024.

## Privéleven
Flach heeft het VWO gedaan aan de Guido de Brès in Rotterdam. Hij is getrouwd en heeft vier kinderen.
Diederik van Dijk · André Flach · Chris Stoffer